# Muszkatołowce
Muszkatołowce, muszkatowce (Myristicales Thomé) – monotypowy rząd roślin wyróżniany w systemie Reveala w latach 1993-1999 w obrębie klasy Magnoliopsida. James L. Reveal zaliczył do niego tylko rodzinę muszkatołowcowatych (Myristicaceae) z około 300 gatunkami drzew i krzewów. 
Rząd nie jest wyróżniany w systemie APG II (2003) i APG III (2009), współtworzonych m.in. przez Reveala. W systemach tych rodzina muszkatołowcowatych stanowi najstarszą linię rozwojową do rzędu magnoliowców (Magnoliales). Rząd muszkatołowców nieobecny jest także w popularnym w końcu XX wieku systemie Cronquista (1981). 